# Sigrid Eskilsdotter Banér
Sigrid Eskilsdotter Banér, née dans la seconde moitié du XVe siècle à la ferme de Lindholmen (sv), morte à l'automne 1527 à Gäddeholm (sv), est une femme de la noblesse suédoise. Lors de son premier mariage, elle donne naissance à sa fille Cecilia Månsdotter Eka, future mère du roi Gustave Vasa. Sigrid Eskilsdotter Banér devient ainsi la grand-mère du roi. De son second mariage est née une fille, Christine Gyllenstierna, qui épouse le gouverneur et régent Sten Sture le Jeune.

## Biographie
Sigrid Eskilsdotter est la fille d'Eskil Isaksson Banér (sv) de Venngarn (en) et de Cecilia Haraldsdotter Gren (sv). Le 27 août 1488, elle hérite avec son frère Knut Eskilsson (sv) du domaine de son père, dont les grands-parents sont le chevalier et conseiller Harald Stensson Gren d'Ål (sv) et Sigrid Tomasdotter van Vitzen.
De son premier mariage avec Måns Karlsson Eka, conseiller et gouverneur de district, naissent ses enfants Cecilia et Trotte. Après la mort de son mari, Sigrid se remarie en octobre 1487 avec Nils Eriksson Gyllenstierna (sv). Ce mariage donne naissance à Christine qui, à l'âge de 17 ans, épouse le 16 novembre 1511 à Stockholm le chevalier et gouverneur Sten Sture le Jeune. Christine prend la tête de la défense de Stockholm contre les Danois en 1520.
Devenue veuve pour la deuxième fois au cours de l'été 1495, Sigrid vit d'abord pendant une vingtaine d'années à la ferme de Lindholmen (sv), dans l'actuelle commune de Vallentuna, puis au château de Venngarn (en), au nord de Sigtuna. 
Sigrid est présente lors du couronnement de Christian II à Stockholm le 4 novembre 1520. En tant que belle-mère de Sten Sture le Jeune, elle est emprisonnée lors du bain de sang de Stockholm. Avec sa fille Christine, Sigrid est l'une des rares femmes condamnées à mort lors du bain de sang ; elle est condamnée à être noyée en étant cousue dans un sac et jetée à la mer, mais l'exécution est annulée lorsqu'elle accepte que ses biens soient confisqués par le roi. Elle est emmenée au Danemark et enfermée à Blåtårn (da) avec ses filles Cecilia et Christine, les fils de cette dernière, Nils (sv) et Svante (en), et leurs petites-filles. Vers 1522, Cecilia et deux de ses petites-filles meurent de la peste, mais Sigrid elle-même survit à son emprisonnement et retourne en Suède en 1523. L'année suivante, Christine est également libérée et retourne en Suède. 
Sigrid meurt à l'automne 1527, probablement au château de Venngarn, mais d'autres sources indiquent qu'elle meurt en 1528 à Gäddeholm (sv) dans le Södermanland et qu'elle est enterrée à l'église de Trosa (sv).

## Famille
Mariée pour la première fois le 15 janvier 1475 au chevalier et conseiller Magnus Karlsson Eka, mentionné en vie en 1484, mais décédé au moment du second mariage de Sigrid.
Enfants :
1. Cecilia Månsdotter Eka (1475-1522).
2. Trotte Månsson (Eka) [4].

Elle se marie en secondes noces en octobre 1487 au chevalier et conseiller Nils Eriksson Gyllenstierna (sv) de Fogelvik (sv), qui meurt en 1495.
Enfant :
1. Christine Gyllenstierna (1494-1559).